# Stanhopea connata
Stanhopea connata är en orkidéart som beskrevs av Johann Friedrich Klotzsch. Stanhopea connata ingår i släktet Stanhopea och familjen orkidéer. Inga underarter finns listade i Catalogue of Life.

## Bildgalleri

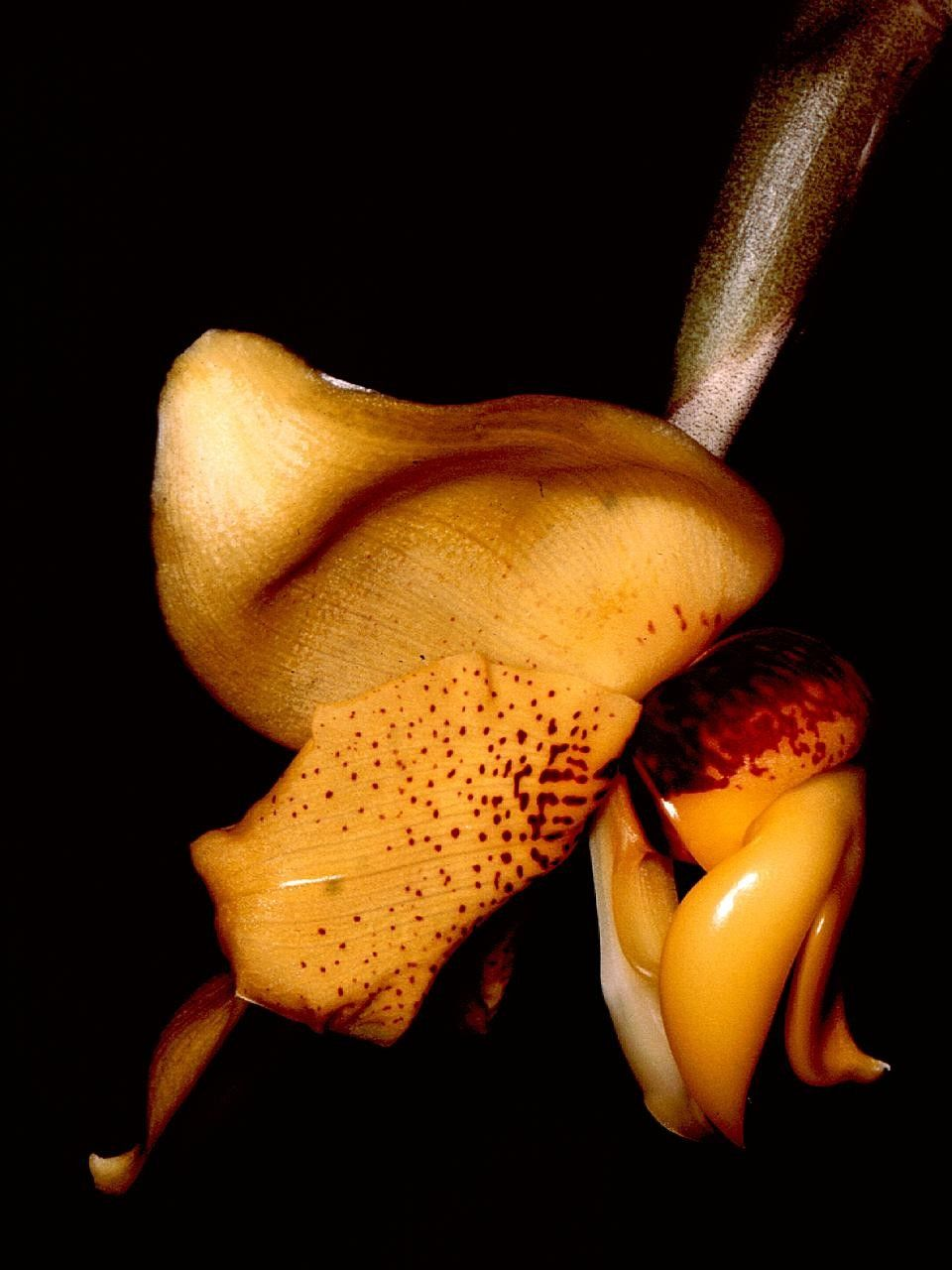
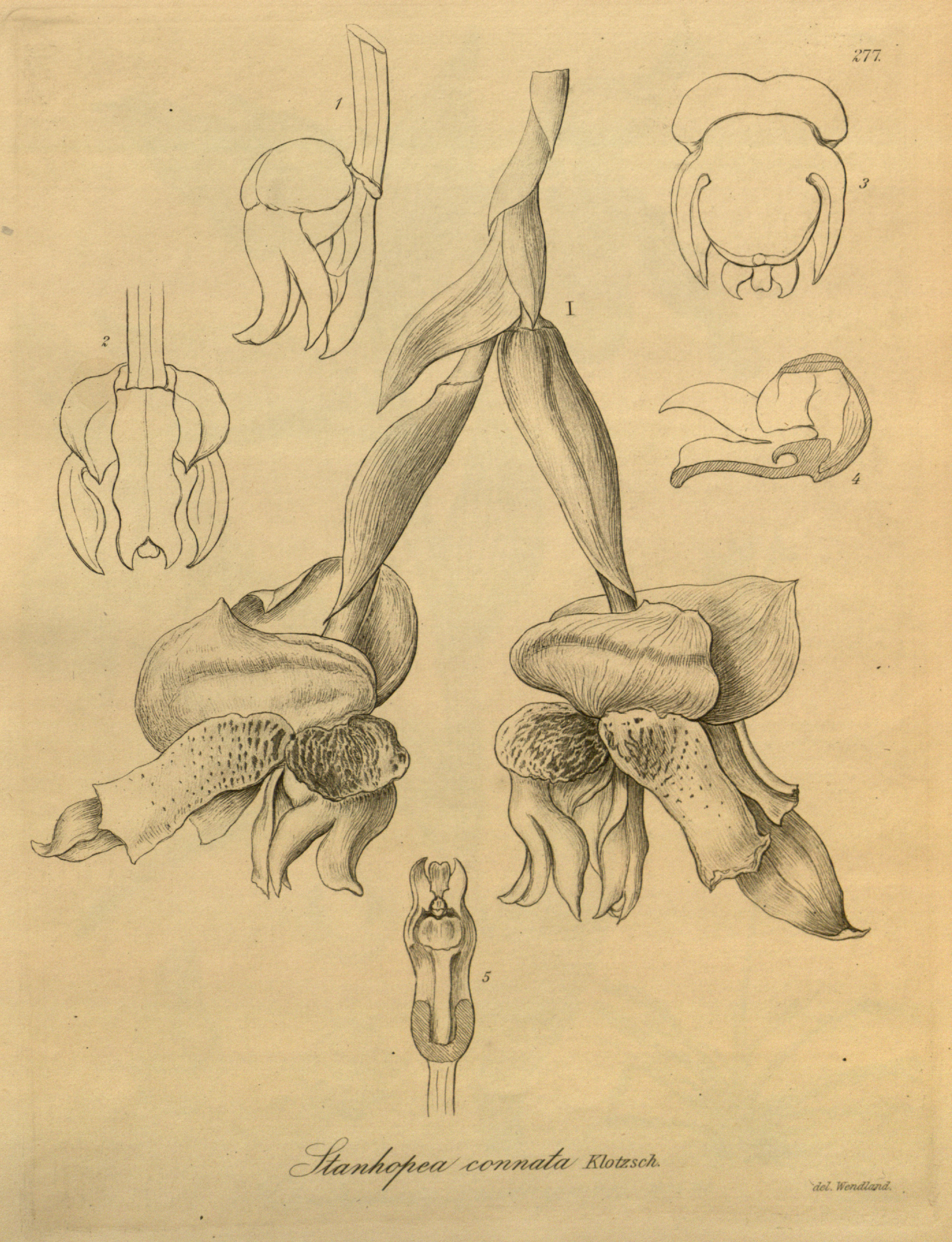